# Roma Fiction Fest 2016
La 10ª edizione del Roma Fiction Fest si è svolta dal 7 all'11 dicembre 2016 a Roma.
La serata di premiazione finale è stata trasmessa in differita su Rai 4 dal The Space Cinema Moderno di Roma, con la conduzione di Matilda De Angelis e la direzione artistica di Giuseppe Piccioni.

## Giurie
Le seguenti persone hanno fatto parte delle giurie delle varie sezioni del festival:

### Concorso internazionale
- Richard Dreyfuss – Presidente di Giuria
- Annabel Scholey
- Umberto Contarello
- Lorenzo Richelmy
- Paola Turci

### Fiction Italiana
Giuria miglior sceneggiatura
- Franca De Angelis – Presidente di Giuria
- Massimo Torre
- Andrea Leotti
- Alberto Simone

Giuria Premio Carlo Bixio migliore sceneggiatura originale di fiction
- Gabriella Campennì Bixio – Presidente di Giuria
- Leonardo Ferrara
- Francesca Galiani
- Riccardo Milani
- Francesco Vicario
- Ivan Cotroneo
- Graziano Diana

## Concorso internazionale
I vincitori del premi sono stati annunciati nel corso della serata finale della manifestazione.

### Candidature
- Berlin Station, regia di Giuseppe Capotondi, John David Coles, Joshua Marston, Michaël R. Roskam, Christoph Schrewe (Stati Uniti)
- Good Behavior, regia di Charlotte Sieling, Carl Franklin, Magnus Martens, Mark Piznarski, Mikkel Nørgaard, Phil Abraham, Chitra Elizabeth Sampath (Stati Uniti)
- Better Things, regia di Pamela Adlon, Nisha Ganatra, Lance Bangs, Louis C.K. (Stati Uniti)
- Baron noir, regia di Ziad Doueiri, Antoine Chevrollier (Francia)
- Midnight Sun, regia di Måns Mårlind, Björn Stein (Francia, Svezia)
- National Treasure, regia di Marc Munden (Regno Unito)
- Public Enemy, regia di Matthieu Frances (Belgio)
- Wasteland, regia di Zuzana Stivínová, Jaroslav Dusek, Eliska Krenková (Repubblica Ceca)
- The Kettering Incident, regia di Rowan Woods, Tony Krawitz (Australia)
- Di padre in figlia, regia di Riccardo Milani (Italia)

### Premi
- Miglior nuova TV Series: Midnight Sun, regia di Måns Mårlind
- Miglior regia: Måns Mårlind e Björn Stein per Midnight Sun
- Miglior sceneggiatura: Måns Mårlind per Midnight Sun
- Miglior attore: Robbie Coltrane per National Treasure
- Miglior attrice: Cristiana Capotondi per Di padre in figlia
- Premio Speciale della Giuria: National Treasure, regia di Marc Munden

## Fiction italiana
I vincitori del premi sono stati annunciati nel corso della serata finale della manifestazione.
- Migliore sceneggiatura di una fiction italiana: Antonio Manzini e Maurizio Careddu per Rocco Schiavone
- Premio Carlo Bixio migliore sceneggiatura originale di fiction: Gianluca Argentero per Non è la fine del mondo
- Targra SIAE "Ida d’autore": Ubaldo Carlo Argenio, Anna Piscopo, Matteo Ferri, Angelo Cavaliere ed Eleonora Trucchi per Angry Kid
- Menzione speciale: Salvatore Basile per Il sindaco pescatore
- Menzione speciale: Andrea Purgatori e Laura Ippoliti per Lampedusa - Dall'orizzonte in poi
- Menzione speciale: Mauro Casiraghi e Monica Zapelli per Lea
- Premio Maximo Eroe Imperfetto: Memorville di Angela Giammatteo

## Excellence Award
- Richard Dreyfuss
- Dustin Lance Black
- Marco Giallini
- Rosario Rinaldo
- Enzo D'Alò